# Somberman's actie
Somberman’s actie is het Boekenweekgeschenk van 1985, geschreven door Remco Campert. Het kwam uit in maart 1985, op de eerste dag van de Boekenweek, die dat jaar als motto hanteerde: "De Gouden (50e) boekenweek". 

## Samenvatting
Het verhaal begint op de 156e werkeloze dag van Somberman. Deze administratief medewerker is net als zijn 500 collega’s het slachtoffer geworden van het plotselinge sluiten van het Warenhuis waar hij al 15 jaar werkte als administratief medewerker. Zijn 35-jarige vrouw Bezig werkt sinds een jaar of twee bij het Greenback Hotel, dat gespecialiseerd is in buitenlandse toeristen. Ze had graag een kind gehad, maar haar man was daar nog niet aan toe. Somberman heeft een vriend Domoor, die 1 maand voor het sluiten met de VUT is gegaan en nog een afscheidsfeest heeft gehad. Domoor ziet bij een snackbar opgeschoten jongens, onder wie hij Tinus, de zoon van zijn melkboer meent te herkennen. 
Omdat zijn vrouw hem niet wil knippen gaat Somberman dinsdagmiddag naar de gesloten kapper. Piet knipt hem graag op dinsdag, omdat hij dan gesloten is en dan niet voor de belastingdienst hoeft te werken. Ook ondernemer Blufkaak zit op zijn beurt te wachten en weet de kapper tot het schenken van een borrel te verleiden. In de lobby van het Greenback Hotel gaat de opgeknapte Somberman kranten lezen.
Later in de week komt Somberman in contact met het jongere barmeisje Soeza en zij krijgen een lichamelijke relatie. Bezig houdt zich bezig met de barman Harry van het hotel. Dan verschijnt Lubbe, de idealistische zoon van Blufkaak op het toneel. Hij is een leider in de krakersbeweging en wil actie in het gesloten Warenhuis. Somberman wordt benaderd en is langzaamaan bereid mee te doen. Het Warenhuis wordt bezet, waarbij Somberman nuttige bezettingstips kan geven en op het journaal verschijnt. Maar omdat de maatschappelijke respons uitblijft, staat Somberman er uiteindelijk alleen voor. Hij sticht brand op zijn oude kantoor en wordt afgevoerd door de politie. De vlammen worden gedoofd en later wordt Somberman in afwachting van zijn proces wegens cellentekort weer vrijgelaten.
Vriend Domoor is dan al beroofd en doodgestoken door Tinus, die bij Domoor langskwam om geld. Tinus heeft het niet op alleenwonende mannen. Somberman koopt witte chrysanten voor Domoors begrafenis.

## Verfilming
In 1999 werd de novelle van Remco Campert verfilmd onder regie van Casper Verbrugge en op een scenario van Hans Heesen.